# Čierne pleso (Batizovská dolina)
Čierne pleso je ledovcové jezero v Batizovské dolině ve Vysokých Tatrách na Slovensku. Nachází se v nadmořské výšce 1240 m. Je hluboké asi 2 m. Jezero má rozlohu 0,0085 ha. Je 11 m dlouhé a 9 m široké.

## Okolí
Je to nejníže položené jezero v Batizovské dolině. Nachází se mezi Batizovským potokem a jeho ramenem nazývaným Batizovská Suchá voda.

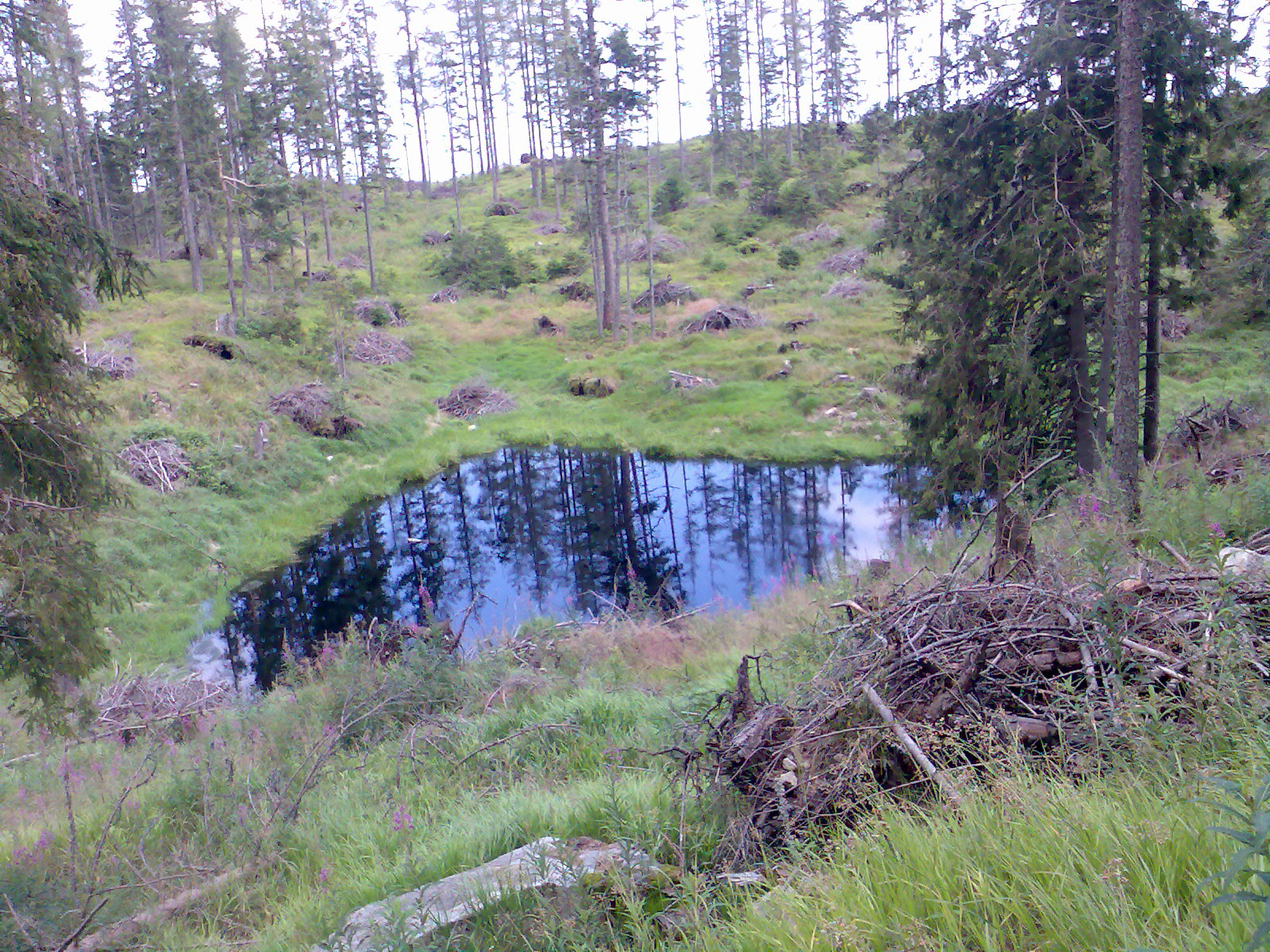
Čierne pleso v srpnu

## Vodní režim
Jezero nemá žádný přítok ani odtok. Voda se v něm hromadí, když prší, nebo během tání sněhu na jaře. Průměrně 160 dní v roce je pokryto ledem.

## Přístup
Okolo jezera je les, který byl částečně zničený vichřicí 19. listopadu 2004. Nevede k němu turistická značka. V jeho blízkosti prochází lesní cesta z necelý 1 km jihozápadně položené osady Vyšné Hágy.